# Filippo Decio

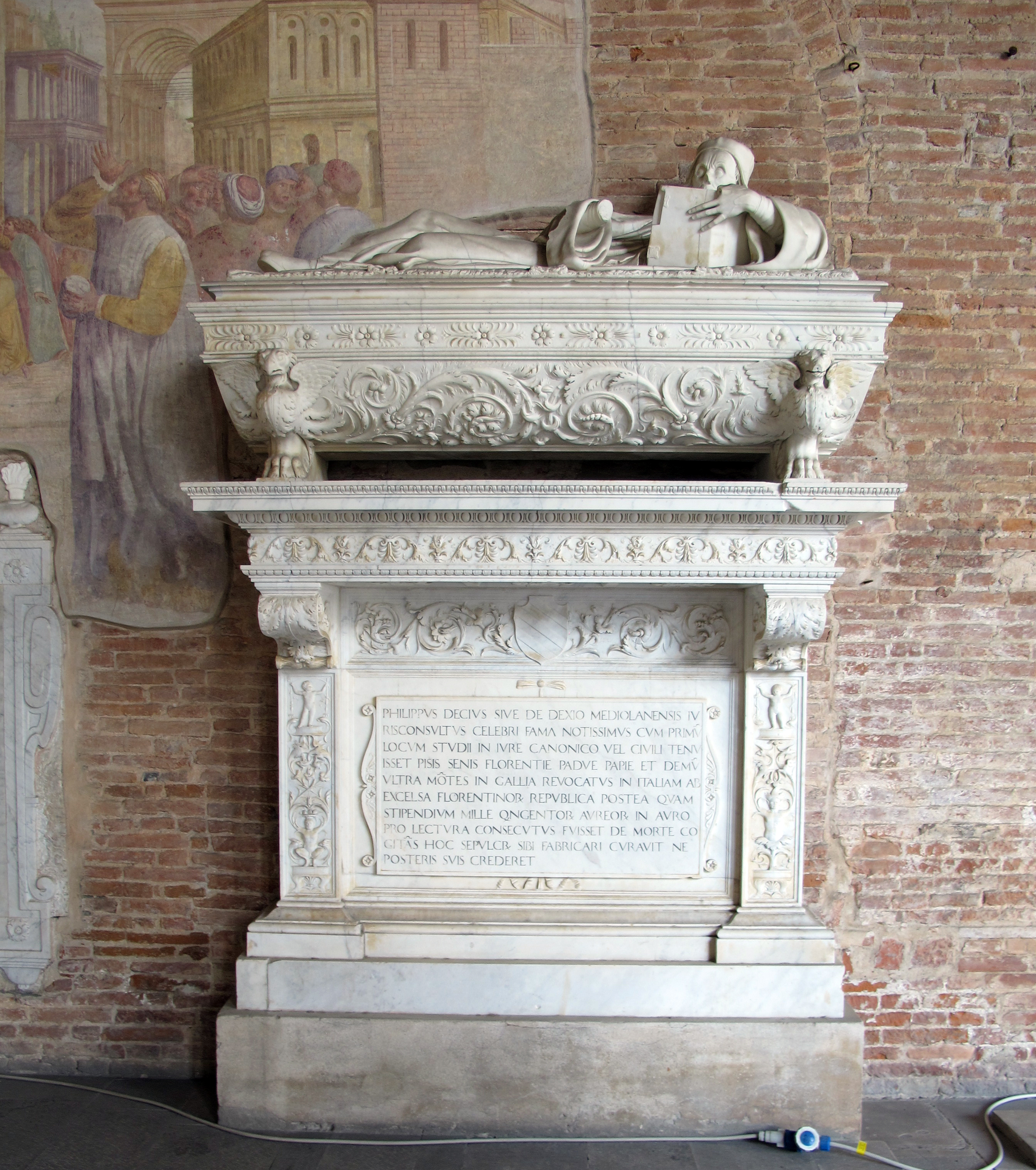
Monumento nel Camposanto monumentale di Pisa

Filippo Decio (Milano, 1454 – Pisa, 1535 circa) è stato un giurista italiano.

## Biografia
Nato da nobile famiglia, studio umanità e poi legge sotto suo fratello Lancelotto e Giason del Maino a Pavia e poi a Pisa dove si laureò nel 1475 e vi insegnò Diritto civile e canonico fino al 1502, tranne il periodo dal 1484 al 1487 passato a Siena. A causa di litigi, si trasferì a Padova e poi a Pavia nel 1505. Qui la sua casa fu distrutta dai mercenari svizzeri durante le guerre che devastarono il Ducato di Milano e allora raccolse l'invito di Luigi XII di insegnare a Valence: in Francia fu nominato anche membro del Parlamento di Grenoble. Nel 1516 il duca di Toscana lo convinse a tornare a Pisa da dove, nel 1528, passò ancora a Siena.
Celebrato al suo tempo come grande didatta e giurista, insieme a Antonio Cocchi Donati, Felino Sandeo e Bartolomeo Socino, Decio fu il più importante e prolifico fra gli appartenenti all'ultima generazione dei giuristi di tradizione medievale. Furono suoi scolari Giovanni di Lorenzo de' Medici (futuro papa Leone X), Cesare Borgia e Francesco Guicciardini. La sua ultima e più nota opera è il De regulis iuris, un commento del Digesto scritto nel 1521.
Morì intorno al 1535 e fu sepolto nel Camposanto monumentale di Pisa, in una tomba che si era fatto costruire già nel 1527 dallo scultore Stagio Stagi.

## Opere
- (LA) In Digestum vetus et Codicem commentaria, Venezia, Giovanni Battista Somasco & fratelli, 1570.

### Manoscritti
- Lecturae, Pavia 1510-1511, XVI secolo, El Escorial, Real Biblioteca del Monasterio de San Lorenzo de El Escorial, Manuscritos latinos, D.II.11.

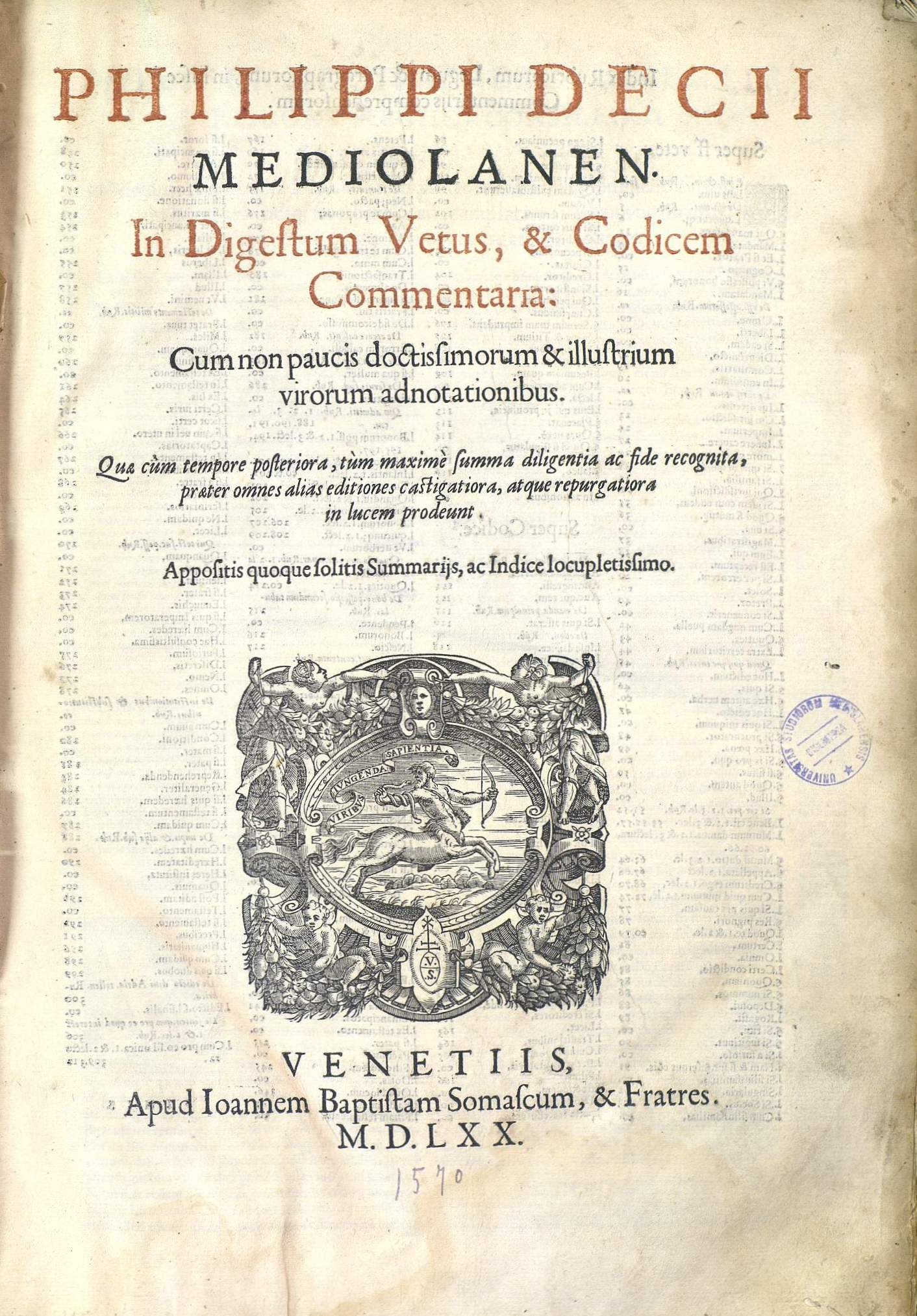
In Digestum vetus et Codicem commentaria, 1570
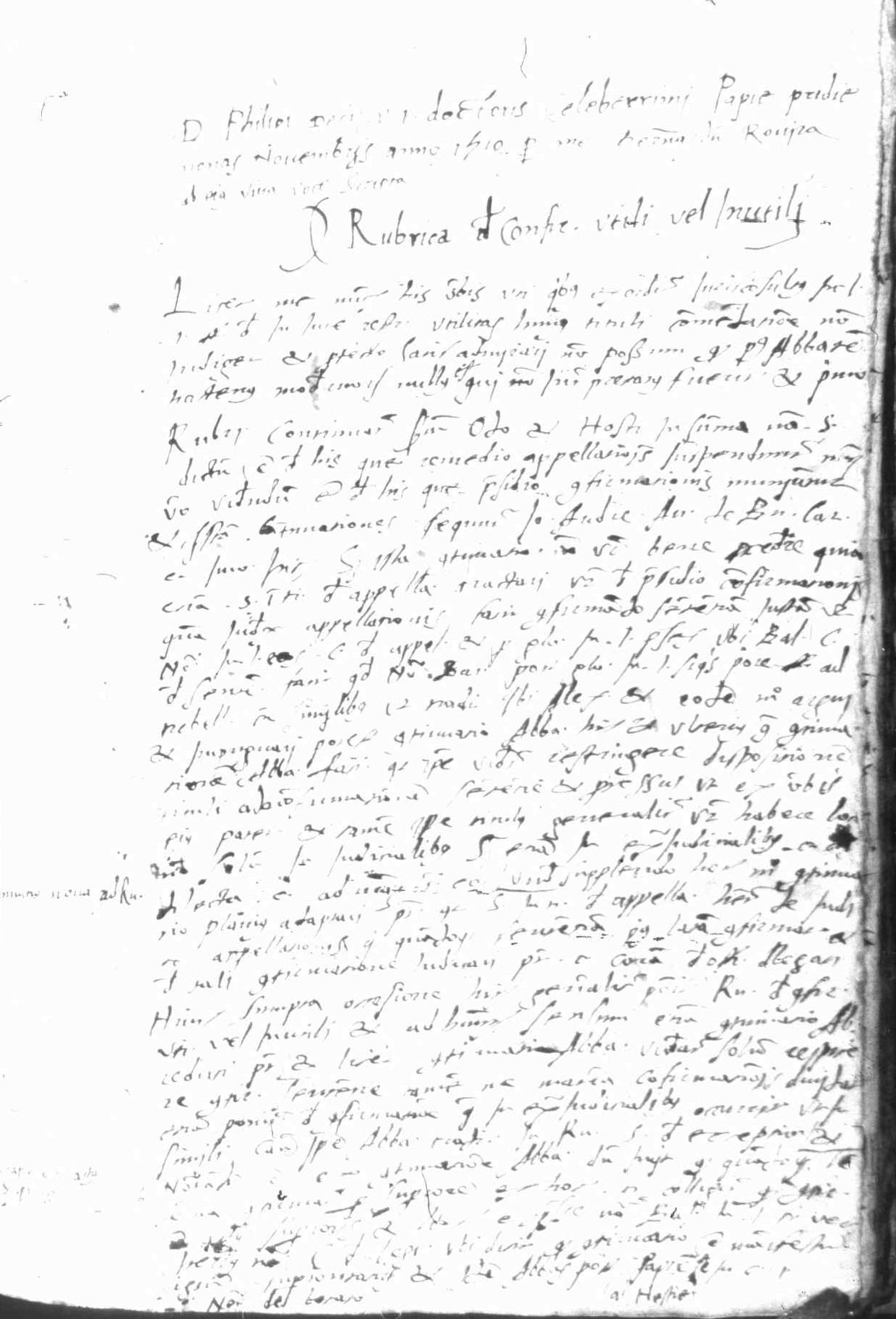
Lecturae, Pavia 1510-1511, manoscritto del XVI secolo. El Escorial, Real Biblioteca del Monasterio de San Lorenzo de El Escorial